# Chiesa di Sant'Irene (Lecce)
La chiesa di Sant'Irene dei Teatini è un luogo di culto cattolico del Centro storico di Lecce. È intitolata a sant'Irene da Lecce, protettrice della città fino al 1656, anno in cui papa Alessandro VII proclamò il patrocinio leccese di un santo vescovo: Sant'Oronzo.

## Storia
La chiesa fu edificata a partire dal 1591 su progetto del teatino Francesco Grimaldi e fu ultimata nel 1639, anno della consacrazione ad opera del vescovo di Brindisi.
La chiesa conobbe importanti vicende storiche: nel 1797 venne visitata da re Ferdinando IV di Napoli; nell'ottobre del 1860 ospitò le operazioni di plebiscito per decidere il sì di Lecce ad entrare nel Regno d'Italia. Nel 1866 l'annesso convento dei Teatini venne soppresso, ma la chiesa rimase comunque aperta al culto.
La comunità parrocchiale festeggia la propria patrona Irene il 5 maggio per ricordarla.

## Descrizione

### Esterno
L'edificio rimanda al modello della basilica di Sant'Andrea della Valle a Roma, ove lo stesso Grimaldi lavorò. La facciata si compone di un impianto a doppio ordine, scandito da paraste sovrapposte collegate da festoni. Le colonne risultano intervallate nell'ordine inferiore da nicchie vuote e da cartigli e nell'ordine superiore da una grande finestra. Lo spazio centrale dell'ordine inferiore accoglie il portale, sormontato dalla statua lapidea di santa Irene, opera di Mauro Manieri del 1717. Al di sopra della cornice marcapiano campeggia lo stemma civico della città di Lecce. La facciata è coronata da un timpano triangolare recante al centro le insegne dell'ordine dei teatini. Sulla trabeazione è incisa la dedica latina alla santa patrona Ad Irene virgini et martiri (Irene vergine e martire).

### Interno
L'interno è a pianta a croce latina, con un'unica navata aperta ai lati da tre profonde cappelle comunicanti tra loro e caratterizzate da cupole ellittiche.

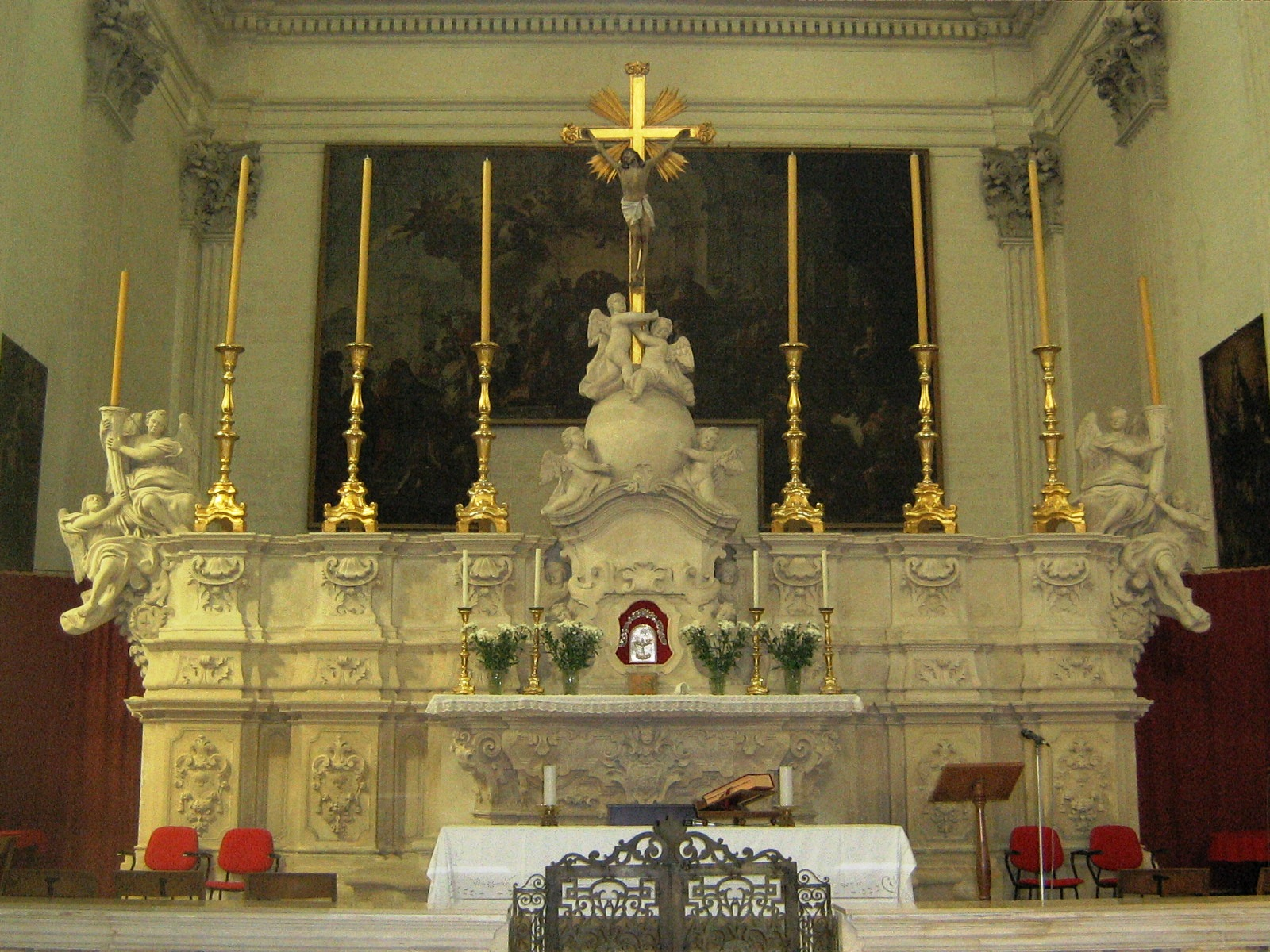
Altare maggiore

Sul lato sinistro si susseguono gli altari di santo Stefano, che ospita la tela con Lapidazione di Santo Stefano, opera di Antonio Verrio, del Crocifisso e della Vergine del Buon Consiglio.
Nel braccio sinistro del transetto sono collocati tre altari: l'altare di sant'Oronzo, realizzato verso la metà del Seicento da Francesco Antonio Zimbalo, zio di Giuseppe Zimbalo; l'altare di sant'Irene (1639) che custodisce nove busti di santi che racchiudono ognuno le reliquie del religioso raffigurato, mentre in alto domina la statua di sant'Irene sormontata dallo stemma civico di Lecce; l'altare della Sacra Famiglia realizzato nel 1672.
L'abside ospita l'altare maggiore rimaneggiato nel 1753. Sulla parete è affisso il dipinto raffigurante Il Trasporto dell'Arca Santa, capolavoro di Oronzo Tiso.
Nel braccio destro del transetto sono collocati altri tre altari: l'altare dell'Angelo Custode risalente al 1700; l'altare dedicato nel 1651 a san Gaetano di Thiene dall'arcivescovo di Otranto Gaetano Cassa, che ospita la tela a olio raffigurante il fondatore dell'ordine dei Teatini, realizzata da Filippo Maria Galletti; l'altare di sant'Andrea Avellino, in stile rococò.
Nelle cappelle del lato destro si susseguono gli altari di san Carlo Borromeo, dell'arcangelo Michele, costruito da Cesare Penna nel 1642, e l'altare delle Anime del Purgatorio con una recente tela di Luigi Scorrano.
La sagrestia della chiesa ospita altre tele, tra cui quella della Madonna della Libera.
Altari

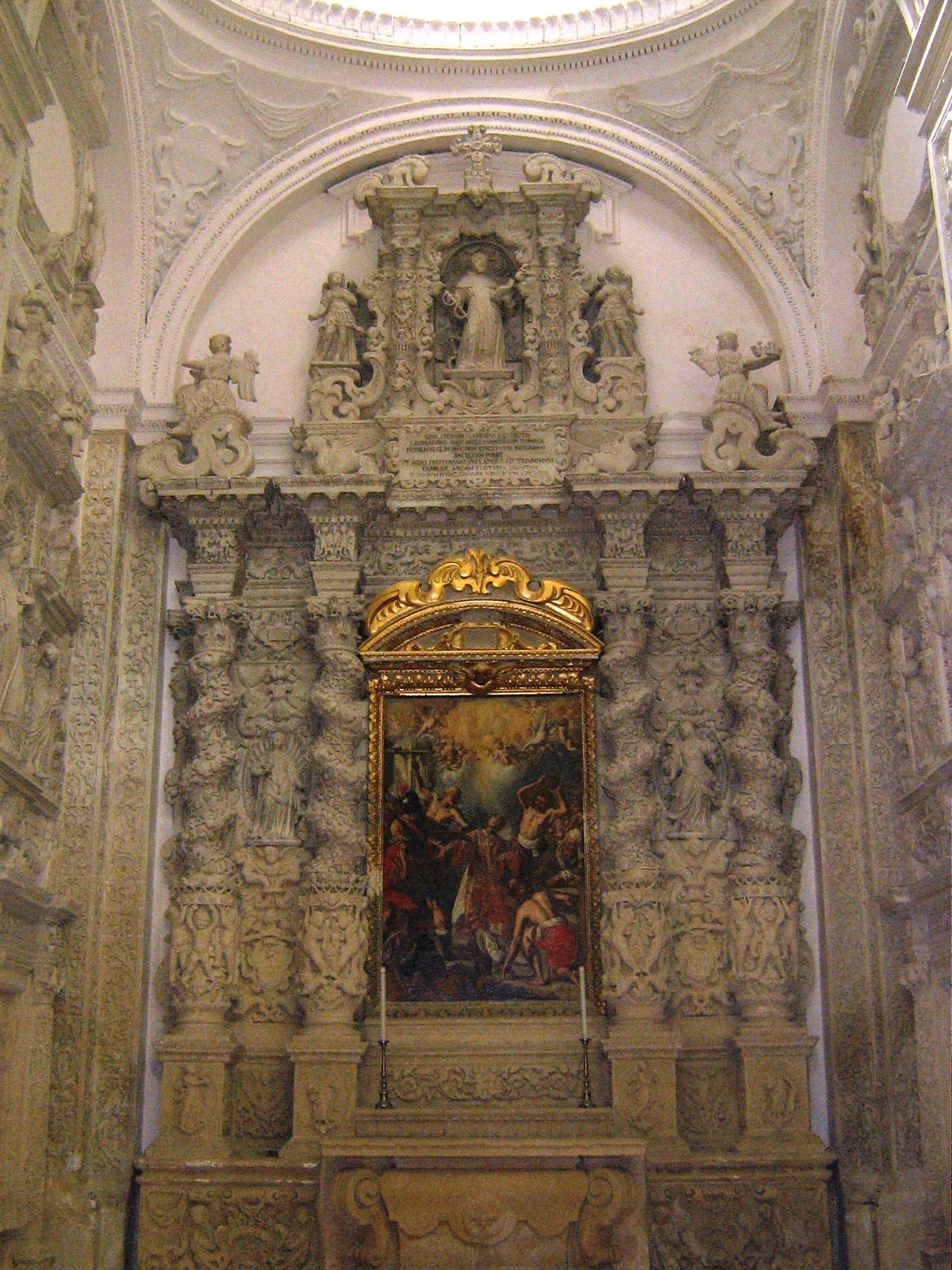
Altare della Lapidazione di Santo Stefano
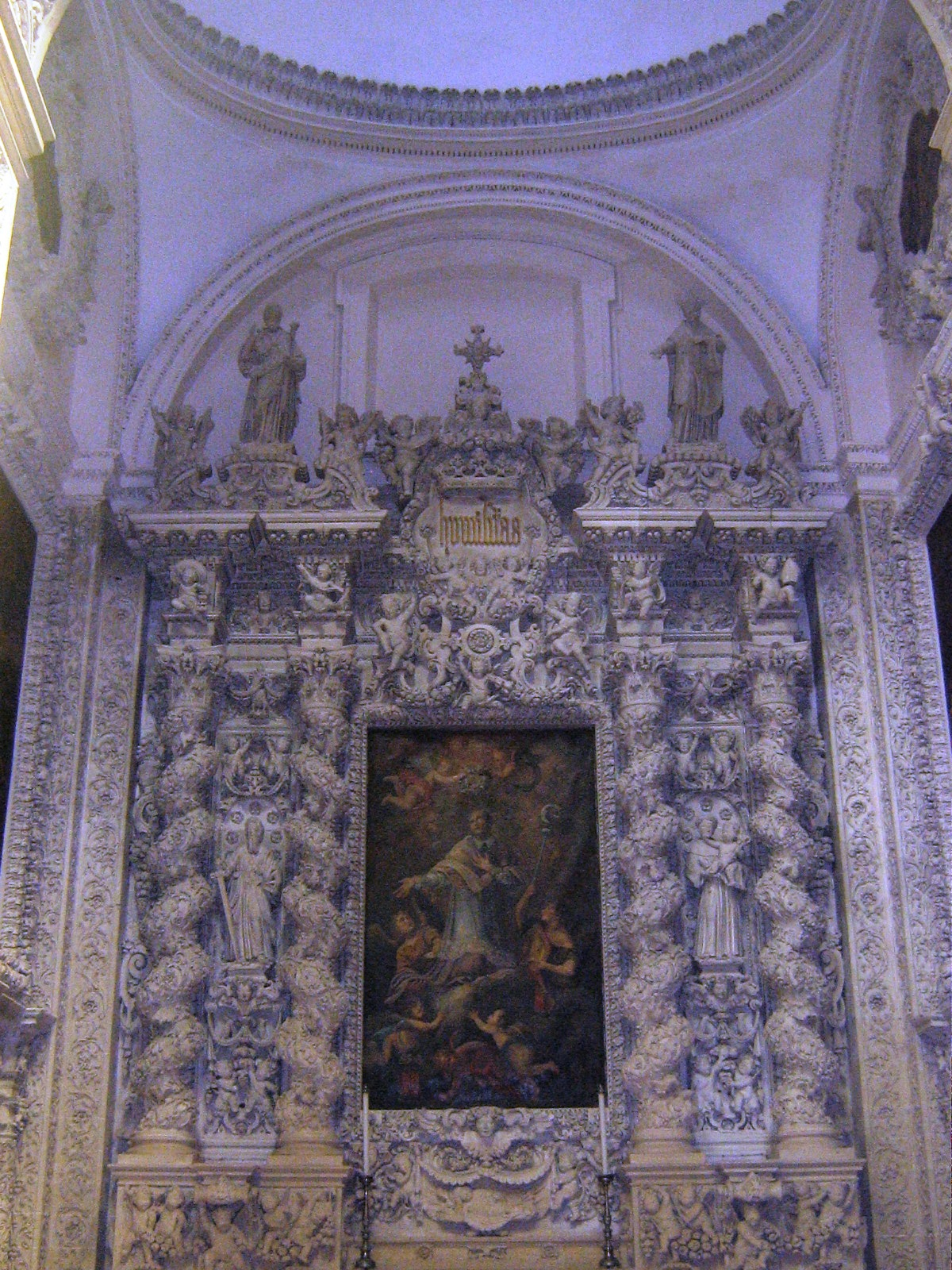
Altare di San Carlo Borromeo
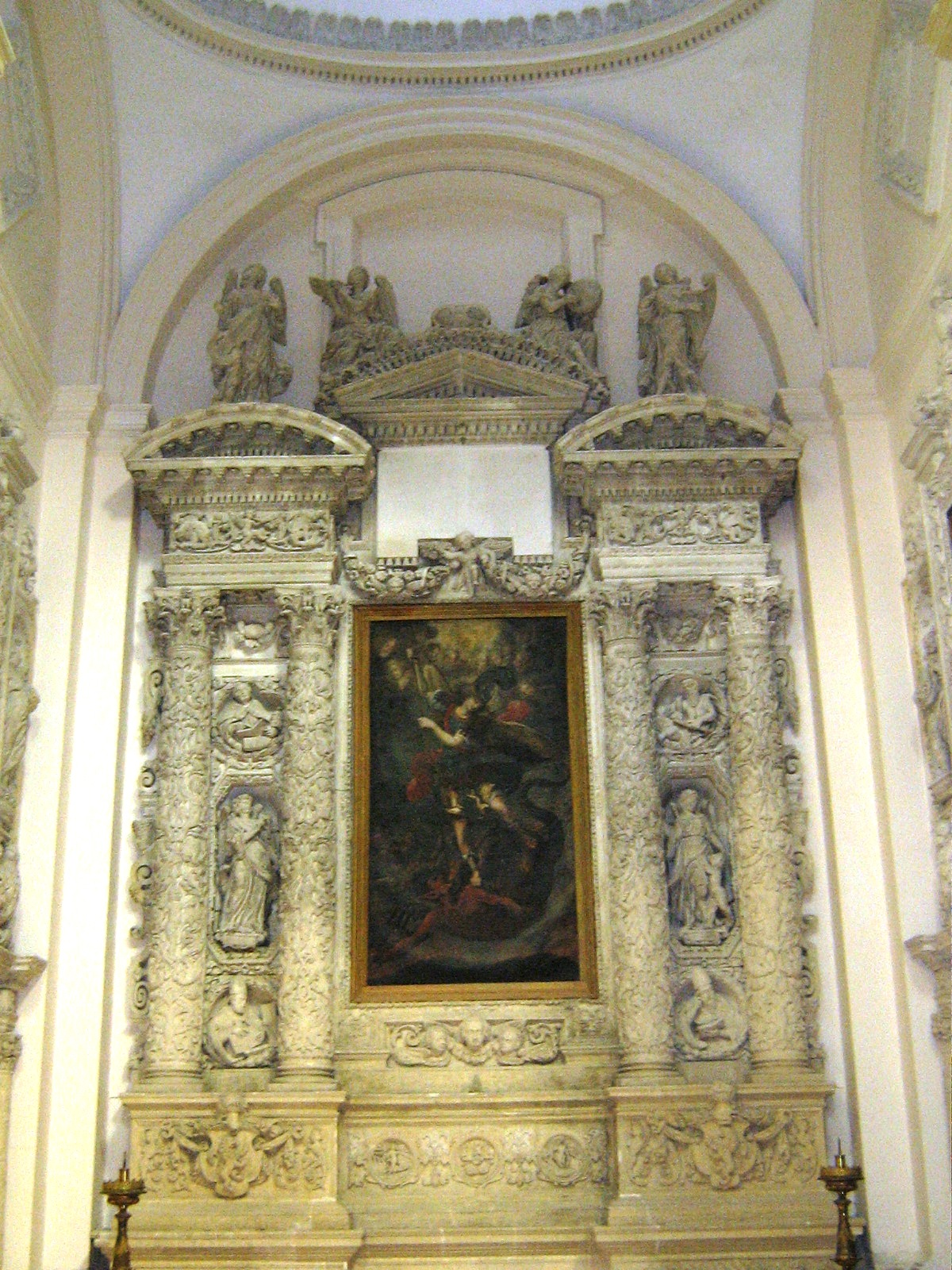
Altare di San Michele Arcangelo
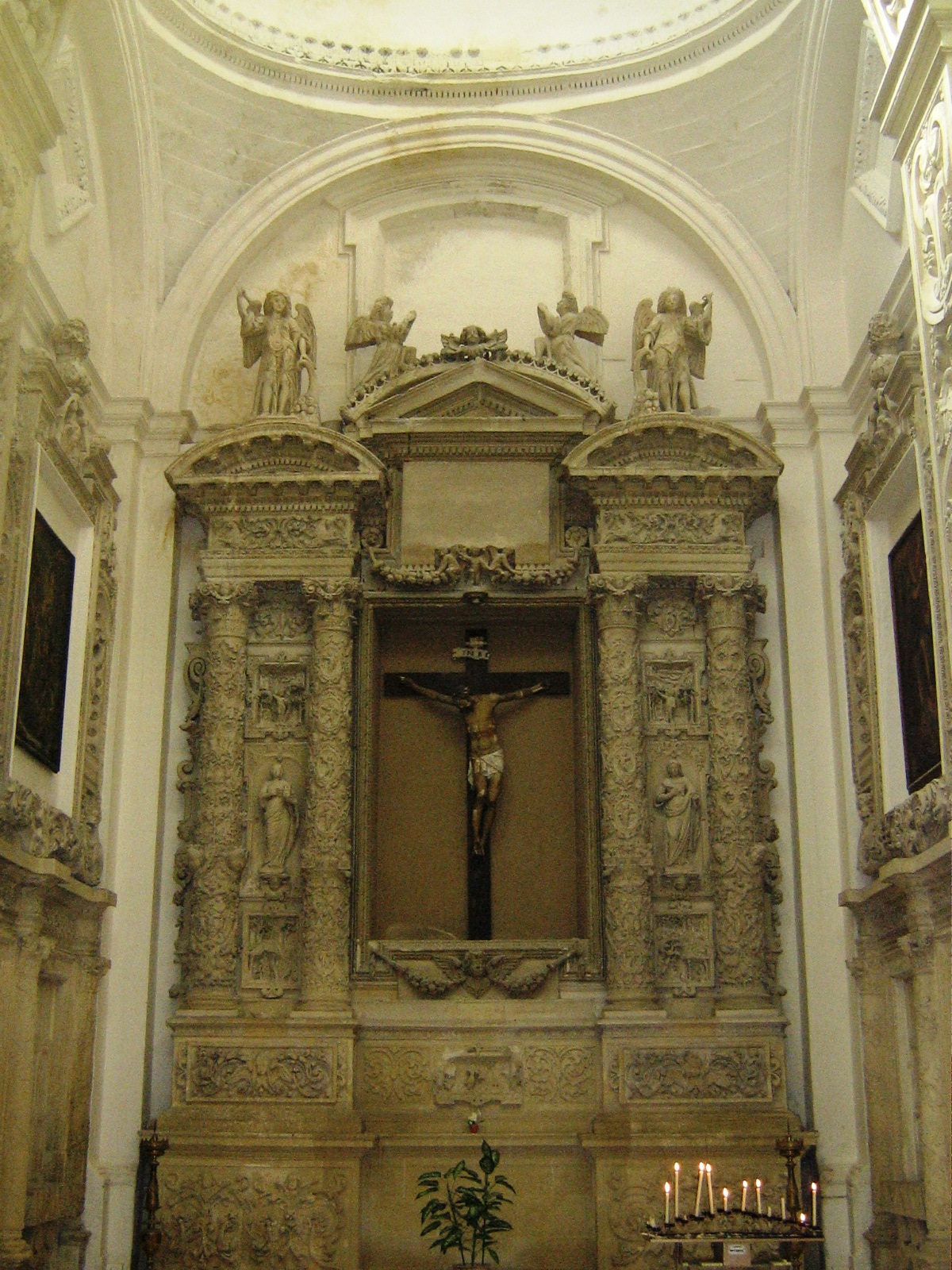
Altare del Crocifisso
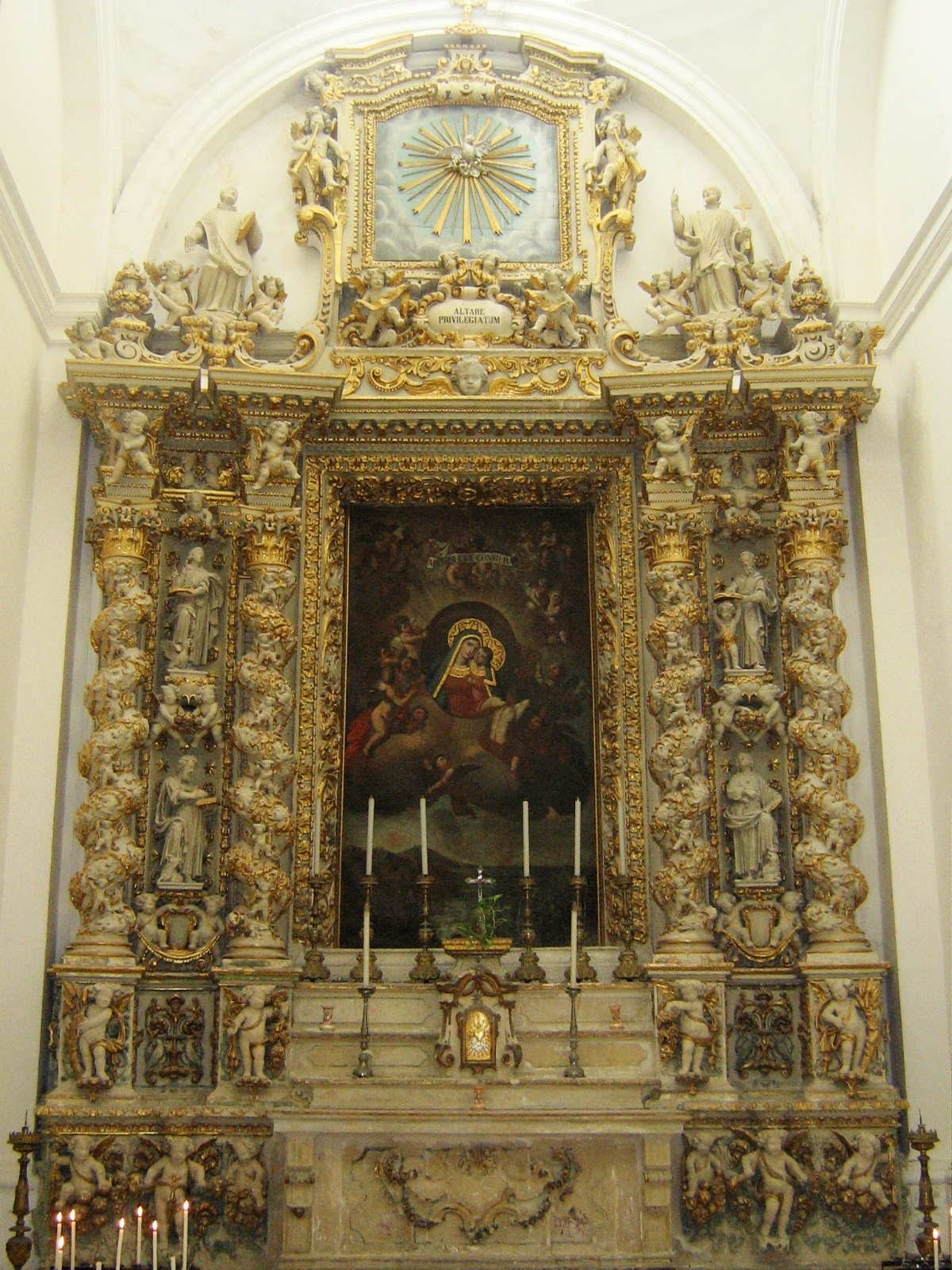
Altare della Vergine del Buon Consiglio
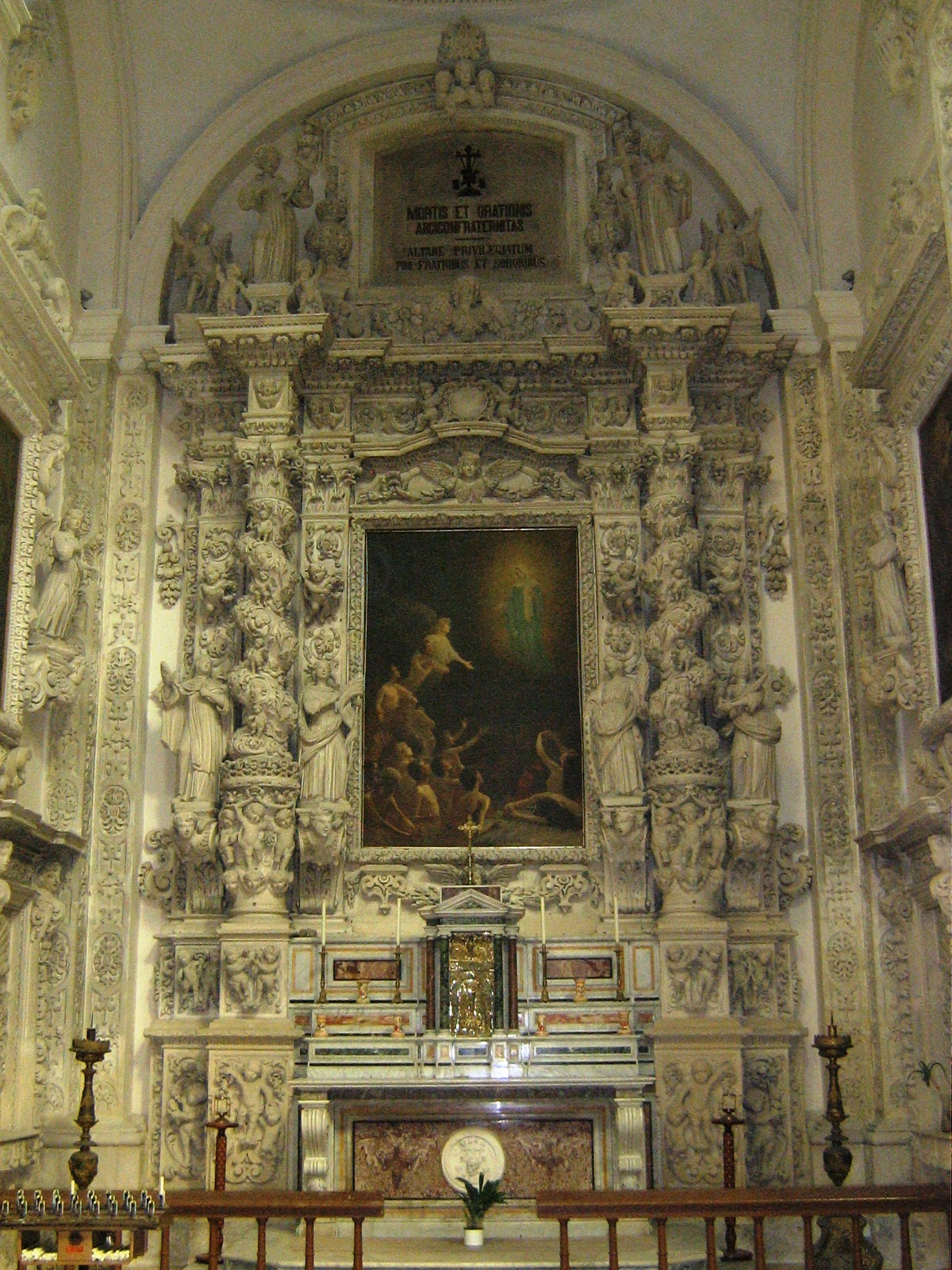
Altare delle Anime del Purgatorio
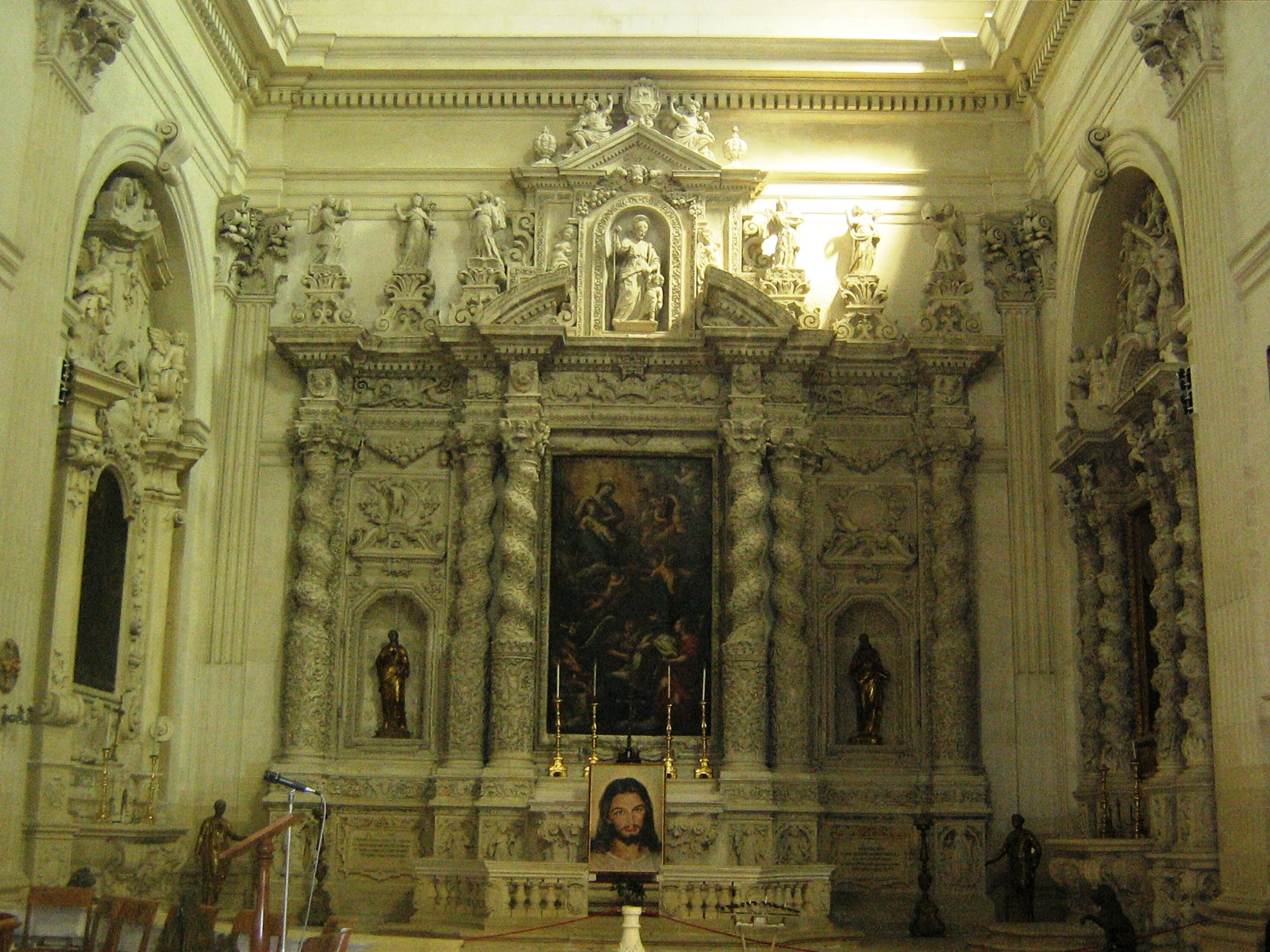
Altare degli Angeli Custodi
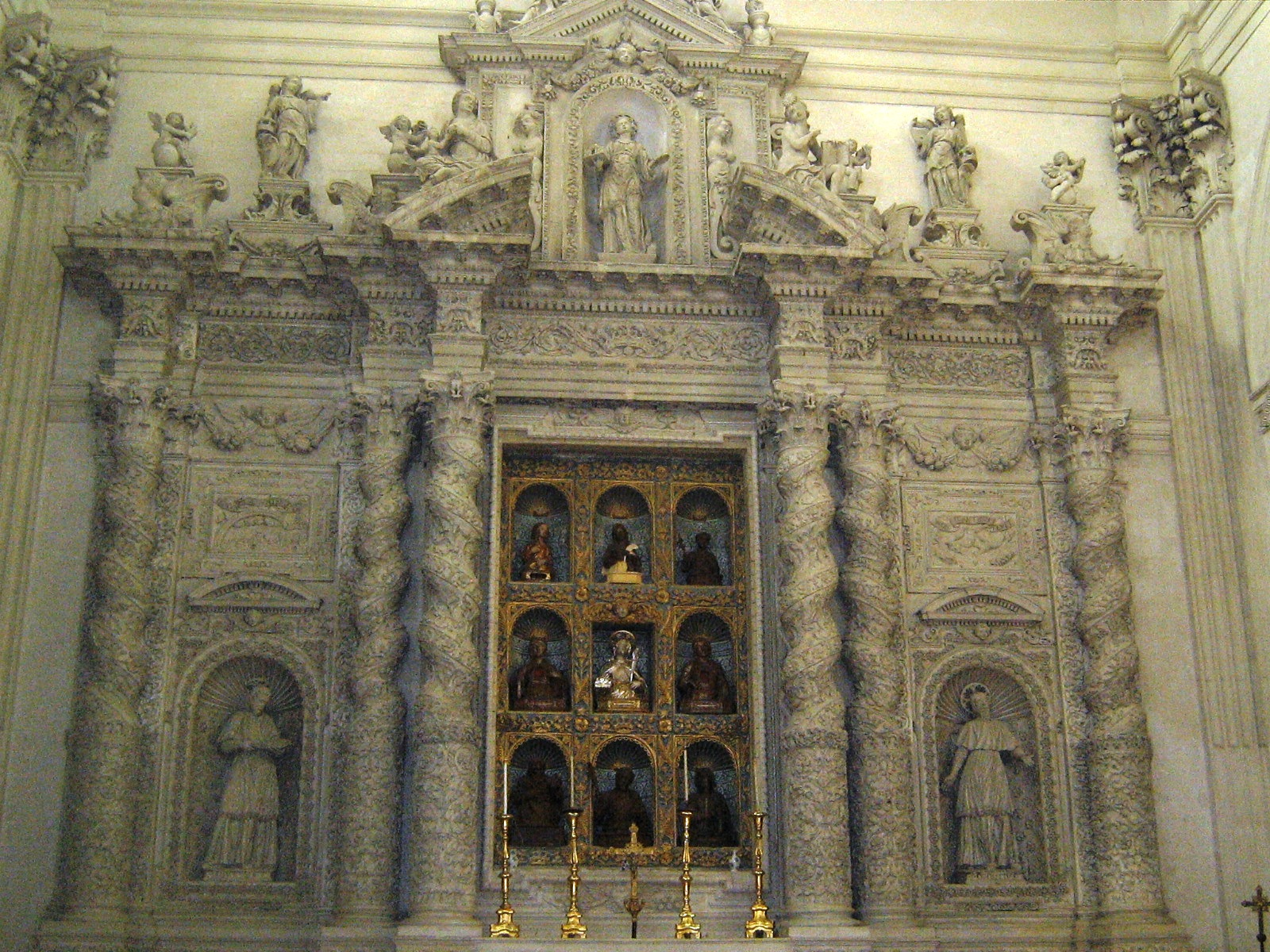
Altare di Santa Irene